# Tenna, Graubünden
Tenna är en ort och tidigare kommun i regionen Surselva i kantonen Graubünden, Schweiz. Kommunen blev 2013 en del av den nya kommunen Safiental.